# Тодор Пиперков
Тодор Пиперков е български волейболист и треньор по волейбол. Роден е през 1932 година. Женен, има син Иван. Треньор е на националния отбор при завоюването на сребърни медали на Олимпиада`80.

## Състезателна кариера
- 1950 г. – 1952 г. e състезател по волейбол на „Динамо“ – София.
- 1952 г. – 1968 г. играе в „Ударник“, който по-късно е преименуван в „Славия“.

## Треньорска кариера
След завършването на състезателната кариера става треньор на мъжете на Славия. С него успява да завоюва три шампионски титли и четири купи на България.
- През 1969 г. е треньор на юношеския национален отбор. С тях печели бронзов медал на европейско първенство за младежи в Талин. На следващото през 1971 г. в Барселона българският отбор печели трето място.
- След това Пиперков става треньор-асистент в националния отбор.
- През 1979 г. е избран за треньор на мъжкия национален отбор. Той е единственият български треньор по волейбол, който успява да постигне второ място на олипмпиада.
- След 1982 г. отива на работа в Югославия, където остава шест години. С отбора на тази държава печели три титли. Бил е треньор и в Катания, Италия, както и в Бордо, Франция.
- През 1988 г. води мъжкия национален отбор на Олимпиадата в Сеул.

## Награди
Тодор Пиперков е заслужил треньор, треньор на ХХ век на България по волейбол, носител на орден „Народна република България – II степен“, почетен гражданин на София.